# Інститут
Цей термін має також інші значення. Див. Інститут (значення)

Інститут — вищий навчальний заклад; окрема науково-дослідницька або проєктна організація.
Інститут як навчальний заклад — галузевий (профільний, технологічний, технічний, педагогічний, богословський/теологічний, медичний, економічний, юридичний, фармацевтичний, аграрний, мистецький, культурологічний тощо) заклад вищої освіти, що провадить інноваційну освітню діяльність, пов'язану з наданням вищої освіти на першому і другому рівнях за однією чи кількома галузями знань, може здійснювати підготовку на третьому і вищому науковому рівнях вищої освіти за певними спеціальностями, проводить фундаментальні та/або прикладні наукові дослідження, є провідним науковим і методичним центром, має розвинуту інфраструктуру навчальних, наукових і науково-виробничих підрозділів, сприяє поширенню наукових знань та провадить культурно-просвітницьку діяльність.
Інститути можуть діяти у складі закладу вищої освіти як його структурні підрозділи, зокрема можуть бути:
1. навчально-наукові інститути — структурні підрозділи університету, академії, інституту, що об'єднує відповідні кафедри, лабораторії, науково-дослідні центри та експериментальні лабораторії, які провадять освітню діяльність і проводять наукові дослідження;
2. наукові, навчально-наукові, науково-дослідні, науково-виробничі та проєктні інститути, що забезпечують практичну підготовку фахівців певних спеціальностей та/або проводять наукові дослідження;
3. інститути післядипломної освіти[2].

На початок 2016/2017 навчального року в Україні діяло 59 вищих навчальних закладів — інститутів.
Наукові установи можуть діяти у статусі інституту. Так, у структурі Національної академії наук України у 2015 році в загальній чисельності 168 наукових установ діяло 112 наукових інститутів.